# Distrito de Tomaszów
El distrito o powiat de Tomaszów (en polaco: powiat tomaszowski) es un distrito del Voivodato de Łódź, en el centro de Polonia. Fue creado el 1 de enero de 1999, como resultado de la Reformas del gobierno local polaco aprobadas un año antes. Su sede administrativa y única ciudad es Tomaszów Mazowiecki, que se encuentra a 49 km al sureste de la capital regional Łódź.
El distrito cubre un área de 1025,7 km². El último dato de población total era de 110.976 habitantes; por su parte, la población de Tomaszów Mazowiecki era en 2021 de 59 388 hab. El resto es población rural.

## Distritos vecinos
El distrito de Tomaszów limita con los distritos de Brzeziny, Skierniewice y Rawa hacia el norte, Grójec y Przysucha hacia el este, Opoczno al sureste, Piotrków al oeste, y con el distrito de Łódź Oriental al noroeste. 

## División administrativa
El distrito se subdivide a su vez en 11 gminas (una urbana y 10 rurales). Estos se enumeran en la siguiente tabla, en orden descendente de población.
| Gmina                     | Tipo  | Área (km2) | Población (2006) | Cabeza de partido     |
| Tomaszów Mazowiecki       | urban | 41.3       | 66,705           |                       |
| Gmina Tomaszów Mazowiecki | rural | 151.3      | 9,826            | Tomaszów Mazowiecki * |
| Gmina Ujazd               | rural | 97.0       | 7,747            | Ujazd                 |
| Gmina Lubochnia           | rural | 131.6      | 7,600            | Lubochnia             |
| Gmina Rokiciny            | rural | 90.5       | 5,925            | Rokiciny              |
| Gmina Czerniewice         | rural | 127.7      | 5,113            | Czerniewice           |
| Gmina Rzeczyca            | rural | 108.3      | 4,971            | Rzeczyca              |
| Gmina Inowłódz            | rural | 98.0       | 3,879            | Inowłódz              |
| Gmina Będków              | rural | 57.9       | 3,520            | Będków                |
| Gmina Żelechlinek         | rural | 92.0       | 3,470            | Żelechlinek           |
| Gmina Budziszewice        | rural | 30.1       | 2,217            | Budziszewice          |
| * No pertenece a la gmina |       |            |                  |                       |